# هکنساک جنوبی (نیوجرسی)
هکنساک جنوبی (به انگلیسی: South Hackensack) شهری در ایالت نیوجرسی کشور ایالات متحده آمریکا است که جمعیت آن در سرشماری سال ۲۰۱۰ میلادی، ۲٬۳۷۸ نفر بوده‌است.